# 江門戰鬥
江門戰鬥發生於1925年10月18日—10月29日，地點則是在中國粵西。是國民革命軍東征戰鬥之一。交戰的兩方，一方為國民東征軍，另一方則為鄧本殷之蘇廷有部隊。